# 仏沼
仏沼（ほとけぬま）は、青森県三沢市の北部に位置し、小川原湖に隣接する低層湿原。小川原湖と太平洋の間に位置しており仏沼湿原ともいう。干拓地（仏沼干拓地、250ha）とその周辺の水田地帯（439ha）、それに隣接する小川原湖湖畔（55ha）の3地区で構成され、特に干拓地は半自然の湿地草原である。

## 自然
仏沼は高さ1-3m程度のヨシやアゼスゲの群落に覆われており、ツボスミレやタヌキモ、イなどの植物が生育している。世界的に絶滅危機にある国際自然保護連合 (IUCN) や環境省のレッドリストに掲載されているオオセッカやコジュリンなどの繁殖地やオオヨシゴイやシマクイナなどの生息地となっている。亜種オオセッカ (Locustella pryeri pryeri) は日本固有亜種で、2,500個体程度生息していると推定されているが、そのうち1,200個体程度が仏沼に生息していると考えられている。
環境省による鳥獣保護区指定時の調査結果
- 植物 - ヒンジモなど52科228種
- 哺乳類 - ニホンイイズナなど7科11種
- 鳥類 - オオセッカ、コジュリン、シマクイナ、カンムリカイツブリ、チュウヒ、オオヨシゴイなど37科161種
- 両生爬虫類 - 6科7種
- 魚類 - イバラトミヨ（英語版）など5科8種
- 昆虫類 - ハッチョウトンボなど約43科274種

これらのことより、2005年（平成17年）11月1日に、国指定仏沼鳥獣保護区（希少鳥獣生息地）に指定されており（面積737ha、うち特別保護地区222ha）、同年11月8日に国際的に重要な湿地を保全する「ラムサール条約」に登録された（登録面積222ha、鳥獣保護区特別保護地区と同地域）。

## 歴史
仏沼はもともとはラグーンであったが、1963年（昭和38年）に青森県の干拓事業が開始された。しかし、減反政策の影響で農地化は一時中止となり、700haの干拓地のうち実際に水田耕作地となったのは一部にとどまり、大部分は市有地として放置された。その結果、ヨシを優占種とする湿原となった。
仏沼では地元関係者により強制排水やヨシ原への火入れなど農地の維持管理のための活動が続けられている。一方、気候的には秋から冬に八甲田おろし、夏にヤマセが吹き、平地でありながら高山性の植物群落がみられる独特の自然環境となっている。
さらにオオセッカの繁殖が確認されたことで、その貴重な繁殖地として保護が図られるようになった。
三沢市では維持管理の負担が大きいとして国に土地の買い取りを求めている。
- 1996年7月 残したい日本の音風景100選に認定[7]
- 2001年10月 日本の重要湿地500に選定[8]

## 交通
青い森鉄道線三沢駅や三沢中心市街地から離れている。三沢市コミュニティバスで近くを通る路線もあるが、運行本数・曜日が限られており、公共交通での探訪は困難である。